# The Death of Salvador Dali
The Death of Salvador Dali è un cortometraggio del 2005 diretto da Delaney Bishop e basato sulla vita del pittore spagnolo Salvador Dalí.

## Riconoscimenti
- Beverly Hills Film Festival
  - 2006 - Miglior performance femminile a Dita Von Teese